# Kanembu
Kanembuerne er en etnisk gruppe i Tchad, generelt betragtet som moderne efterkommere af Kanem-riget.